# DeRidder
DeRidder är en stad (city) i Beauregard Parish, och Vernon Parish, i Louisiana. DeRidder är administrativ huvudort i Beauregard Parish. Vid 2010 års folkräkning hade DeRidder 10 578 invånare.

## Kända personer från DeRidder
- Deshazor Everett, utövare av amerikansk fotboll
- Lether Frazar, politiker